# No Looking Back
No Looking Back, amerikansk film från 1998, regisserad och producerad av Edward Burns, som även spelar huvudrollen.

## Handling
Claudia har bott hela sitt liv i en småstad och umgåtts med samma vänner sedan grundskolan, Hennes pojkvän vill att de ska gifta sig, men hon har drömmar bortom staden och är rädd att dessa aldrig kommer att uppfyllas om hon gifter sig

## Om filmen
Filmen är inspelad i New York, Rockaway Beach och Tappan. Den hade världspremiär i USA den 27 mars 1998.

## Rollista
- Lauren Holly – Claudia
- Kevin Heffernan – man i restaurangen
- Mark Schulte – man i restaurangen
- Edward Burns – Charlie
- Kathleen Doyle – Mrs. Ryan
- Jennifer Esposito – Teresa
- Jon Bon Jovi – Michael
- Nick Sandow – Goldie
- Welker White – Missy
- Ellen McElduff – servitris
- Connie Britton – Kelly
- Blythe Danner – Claudias mamma
- Kaili Vernoff – Alice
- John Ventimiglia – Tony